# Où sont les hommes ?
Pour plus de détails, voir Fiche technique et Distribution.
Où sont les hommes ? (Waiting to Exhale) est un film américain sorti en 1995, réalisé par Forest Whitaker. C'est l'adaptation cinématographique du roman du même nom sorti en 1992 et écrit par Terry McMillan.

## Synopsis
Ce film raconte différentes étapes des vies et des amours de quatre afro-américaines.

## Personnages
- Savannah Jackson (Whitney Houston) est une productrice de télévision qui s'accroche à l'idée que son amant (Dennis Haysbert) quittera sa femme pour elle.
- Bernadine Harris (Angela Bassett) a laissé tombé sa carrière et ses rêves d'ouvrir une entreprise de traiteur pour s'occuper de sa famille. Son mari (Michael Beach) décide de la quitter pour une autre femme.
- Robin Stokes (Lela Rochon) est un cadre à haute responsabilité et la  maîtresse de Russell (Leon Robinson). Après l'avoir plaqué, elle a du mal à se trouver un homme bien.
- Gloria Matthews (Loretta Devine) est la propriétaire d'un salon de coiffure et la mère célibataire d'un adolescent  (Donald Faison) qui s'apprête à quitter le domicile familial. Après des années passées seule, elle tombe amoureuse du nouveau voisin, Marvin King (Gregory Hines).

## Fiche technique
- Titre : Où sont les hommes ?
- Titre original : Waiting to Exhale
- Réalisation : Forest Whitaker
- Scénario : Terry McMillan (livre et scénario), Ronald Bass (scénario)
- Montage : Richard Chew
- Musique : Kenneth « Babyface » Edmonds
- Producteurs : Ronald Bass, Terry McMillan, Deborah Schindler, Ezra Swerdlow
- Distribution : 20th Century Fox
- Budget : 15 000 000 $
- Pays d’origine :  États-Unis
- Langue : anglais
- Genre : Comédie dramatique
- Durée : 127 min.
- Date de sortie : 1995

## Distribution
- Whitney Houston (VF : Anne Rondeleux) : Savannah Jackson
- Angela Bassett (VF : Fanny Atlan) : Bernadine Harris
- Loretta Devine (VF : Maïk Darah) : Gloria Matthews
- Lela Rochon (VF : Delphine Lalizout) : Robin Stokes
- Gregory Hines : Marvin King
- Dennis Haysbert : Kenneth Dawkins
- Mykelti Williamson (VF : Emmanuel Karsen) : Troy
- Michael Beach (VF : Pascal Légitimus) : John Harris, Sr.
- Leon Robinson (VF : Philippe Vincent) : Russell
- Wendell Pierce :Michael Davenport
- Donald Faison : Tarik Matthews
- Jeffrey D. Sams : Lionel
- Jazz Raycole : Onika Harris
- Brandon Hammond (en) : John Harris, Jr.
- Kenya Moore : Denise
- Giancarlo Esposito : David Matthews (non crédité)
- Kelly Preston : Kathleen (non créditée)
- Wesley Snipes (VF : Saïd Amadis) :  James Wheeler (non crédité)
- L. Scott Caldwell : Avocate de Bernadine

## Projet de suite
Après la parution en 2010 du livre de Terry McMillan, qui n'est autre que la suite du bestseller Où sont les hommes ? paru en 1992, Whitney Houston fut pressentie pour reprendre son rôle de Savannah Jackson dans l'adaptation cinématographique du livre aux côtés de Angela Bassett, Lela Rochon et Loretta Devine. Bien que ces dernières aient déjà signé pour le film, la participation de Whitney Houston restait incertaine, aucune annonce officielle n'ayant été faite. Son décès en 2012 rend impossible une suite avec la totalité du casting d'origine.